# 80-я пехотная дивизия (Российская империя)
80-я пехотная дивизия — пехотное соединение в составе Русской императорской армии.

## История дивизии
Сформирована в июле 1914 года из кадра 45-й пехотной дивизии. Вошла в состав 4-й армии Юго-Западного фронта. 18.09.1914 подчинена Командующему 9-й армии Юго-Западного фронта. К 01.10.1914 подчинена командующему 3-й армии Юго-Западного фронта.

Хорошо дралась 80-я пехотная дивизия, вошедшая в состав XXX корпуса на Волыни и в Румынии.— А. А. Керсновский. История Русской армии
Действовала в ходе Заднестровской операции 26 апреля — 2 мая 1915 г.
80-я артиллерийская бригада сформирована в июле 1914 года по мобилизации в г. Валькомире из кадра, выделенного 45-й артиллерийской бригадой.

## Состав дивизии
- 1-я бригада
  - 317-й Дрисский пехотный полк
  - 318-й Черноярский пехотный полк
- 2-я бригада
  - 319-й Бугульминский пехотный полк
  - 320-й Чембарский пехотный полк
- 80-я артиллерийская бригада

## Командование дивизии
(Командующий в дореволюционной терминологии означал временно исполняющего обязанности начальника или командира).

### Начальники дивизии
- 19.07.1914 — 16.01.1915 — генерал-майор (с 13.01.1915 генерал-лейтенант) Герцык, Александр Антонович
- 31.01.1915 — 09.08.1915 — генерал-лейтенант Парский, Дмитрий Павлович
- 07.09.1915 — 04.05.1917 — генерал-майор (c 27.11.1915 генерал-лейтенант) Китченко, Михаил Дмитриевич
- 14.05.1917 — 17.10.1917 — командующий генерал-майор Лосьев, Михаил Петрович

### Начальники штаба дивизии
- xx.07.1914-06.07.1915 — полковник Диденко, Анатолий Михайлович
- 22.09.1914-xx.xx.1916 — и. д. подполковник Лигнау, Александр Георгиевич
- 16.04.1916-xx.xx.1916 — генерал-майор Рустанович, Василий Арсеньевич
- 08.10.1916-xx.xx.xxxx — и. д. подполковник Соборский, Николай Алексеевич

### Командиры бригады
- 29.07.1914-05.09.1914 — генерал-майор Витвицкий, Николай Карлович
- 30.09.1914-13.06.1916 — полковник (с 1915 генерал-майор) Житкевич, Владимир Александрович
- 13.06.1916-после 10.07.1916 — генерал-лейтенант Дернов, Дмитрий Михайлович

### Командиры 80-й артиллерийской бригады
- 25.06.1914 — 28.04.1917 — полковник (с 31.03.1915 генерал-майор) Пыжевский, Михаил Иванович
- 20.05.1917 — хх.хх.хххх — командующий полковник Бицютко, Сулейман Яковлевич